# آندژی ساپکوفسکی
آندژی ساپکوفسکی (انگلیسی: Andrzej Sapkowski؛ زادهٔ ۲۱ ژوئن ۱۹۴۸) نویسنده، مقاله‌نویس، مترجم و اقتصاددان اهل لهستان است. ژانر فانتزی سبک مورد علاقهٔ وی است و مجموعه کتاب‌های فانتزی-حماسی وی با نام ویجمین که به انگلیسی ویچر ترجمه شد بر پایهٔ همین سبک است، از شهرت بسزایی برخوردار است. این مجموعه تاکنون به ۲۰ زبان دنیا ترجمه گردیده است.

## شرح حال

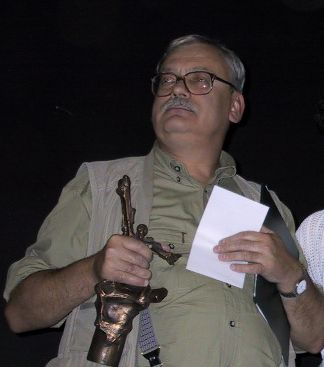
آندری ساپکوفسکی در سال ۲۰۰۳

ساپکوفسکی دانش‌آموخته اقتصاد از کالج لودو است. تا پیش از روی آوردن به نوشتن کتاب، به عنوان نمایندهٔ ارشد فروش یک شرکت تجاری مشغول به کار گردید. وی کار ادبی خود را در ابتدا به عنوان مترجم و به ویژه آثار علمی-تخیلی آغاز نمود. او می‌گوید که اولین داستان کوتاه خود را با عنوان ویچر، به عنوان یک تفنن و تنها برای ورود به مسابقهٔ داستان‌های علمی-تخیلی مجلهٔ فانتزی لهستانی با نام فانتاستیکا نوشته است. در مصاحبه‌ای جداگانه نیز وی اذعان داشت که هنوز یک بازاریاب است و از چگونگی کسب و کار و توانایی در فروش بیشتر، آگاهی دارد. داستانی که وی نوشته بود، سرانجام در سال ۱۹۸۶ در مجلهٔ فانتاستیکا منتشر گردید و مجموع خوانندگان و منتقدان، نقدهای بسیار مثبتی به اثر داشتند. ساپکوفسکی یک چرخه داستان بر اساس دنیای ویچر ایجاد کرد که شامل سه مجموعه داستان کوتاه و ۵ رمان بلند است. این چرخهٔ داستانی و بسیاری از آثار دیگر که بعدها پدیدآورد، او را تبدیل به یکی از نویسندگان فانتزی مشهور دهه ۱۹۹۰ لهستان نمود.
شخصیت اصلی مجموعهٔ مشهور ساپکوفسکی، گرالت از ریویا است. گرالت یک شکارچی هیولا و موجودات اهریمنی است که از دوران کودکی آموزش‌های لازم را کسب نموده است. هر چند او در دنیای فانتزی گونه و تاریک قرار دارد اما اصل و پرنسیپ خود را حفظ نموده است. او گاهی خیره‌سر و لجوج است و گاهی مثل یک انسان شریف و سخاوتمند برخورد می‌نماید. گرالت با کارکتر فیلیپ مارلو که یکی از شخصیت‌های ساختگی ریموند چندلر و شخصیت الریک از سری رمان‌هایی به همین نام اثری از مایکل مورکاک قابل مقایسه است. چنین برآورد گردیده که دنیایی که ماجراهای گرالت در آن اتفاق می‌افتد، به شدت تحت تأثیر اسطوره‌های پاگانیسم اسلاوی است.

## نگارخانه

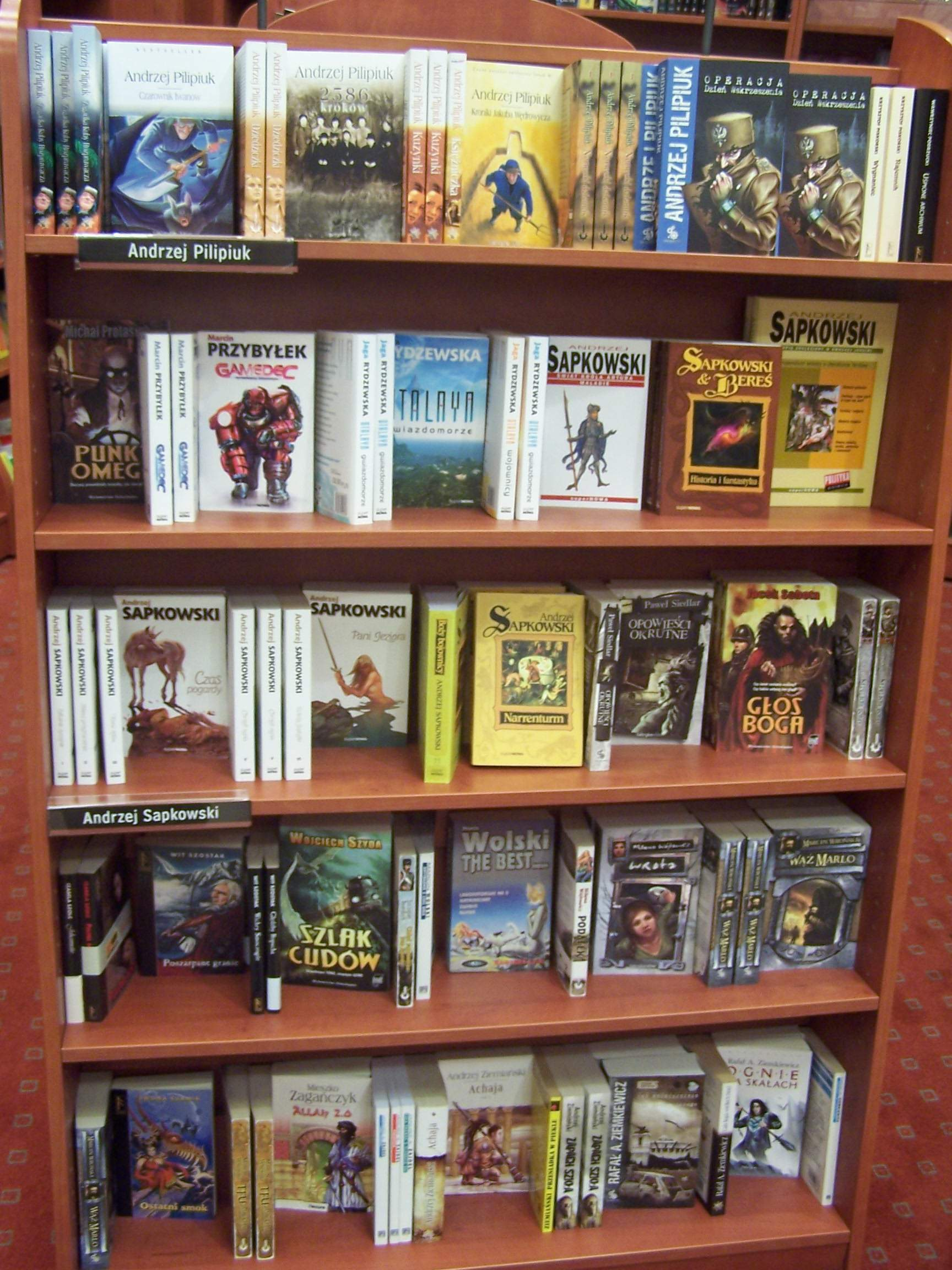
کتاب‌های ساپکوفسکی در کتابخانه‌ای واقع در لهستان

## آثار
- آخرین آرزو (۱۹۹۳)
- شمشیر سرنوشت (۱۹۹۲)
- خون الف‌ها (۱۹۹۴)
- موعد تحقیر (۱۹۹۵)
- غسل تعمید آتش (۱۹۹۵)
- برج پرستوها (۱۹۹۷)
- بانوی دریاچه (۱۹۹۹)
- فصل طوفان‌ها (۲۰۱۳)